# Prasky
Prasky, đôi khi được đánh vần là praski, là một loại xúc xích mùa hè hoặc xúc xích thô liên quan đến xúc xích Thuringer của Đức, hoặc Plockwurst (không bị nhầm lẫn với bratwurst kiểu Thuringer). Nó cũng liên quan rất chặt chẽ với một số loại xúc xích đến từ Hungary, xúc xích Prague kiểu Séc (được gọi là Pražská klobása), và nhiều loại salami "mềm" khác ở Đông Âu.
Prasky được tìm thấy trên khắp khu vực Ngũ Đại Hồ của Hoa Kỳ. Nó đôi khi được ghi nhận là độc nhất của vùng Chicago; tuy nhiên, nó cũng được bày bán ở Cleveland, Pittsburgh, Toledo và nhiều thành phố trong vùng Ngũ Đại Hồ khác với dân số đông là dân tộc Đông Âu. Trong khi cái tên "Prasky" nghe có vẻ là tiếng Ba Lan, không có bằng chứng lịch sử nào cho thấy nó có nguồn gốc từ Ba Lan.
Prasky thường được cắt lát mỏng và phục vụ trên bánh sandwich bằng bánh mì lúa mạch đen, phô mai Thụy Sĩ, dưa chua và mù tạt cay.